# Dwergcelspinnen
Dwergcelspinnen (Oonopidae) zijn een familie van spinnen bestaande uit 617 soorten in 76 geslachten.

## Geslachten
- Anophthalmoonops Benoit, 1976
- Antoonops Fannes & Jocqué, 2008
- Aprusia Simon, 1893
- Aridella Saaristo, 2002
- Australoonops Hewitt, 1915
- Blanioonops Simon & Fage, 1922
- Brignolia Dumitrescu & Georgescu, 1983
- Caecoonops Benoit, 1964
- Calculus Purcell, 1910
- Camptoscaphiella Caporiacco, 1934
- Cousinea Saaristo, 2001
- Coxapopha Platnick, 2000
- Decuana Dumitrescu & Georgescu, 1987
- Diblemma O. P.-Cambridge, 1908
- Dysderina Simon, 1891
- Dysderoides Fage, 1946
- Epectris Simon, 1893
- Escaphiella Platnick & Dupérré, 2009
- Farqua Saaristo, 2001
- Ferchestina Saaristo & Marusik, 2004
- Gamasomorpha Karsch, 1881
- Grymeus Harvey, 1987
- Heteroonops Dalmas, 1916
- Hypnoonops Benoit, 1977
- Hytanis Simon, 1893
- Ischnothyrella Saaristo, 2001
- Ischnothyreus Simon, 1893
- Kapitia Forster, 1956
- Khamisia Saaristo & van Harten, 2006
- Kijabe Berland, 1914
- Lionneta Benoit, 1979
- Lisna Saaristo, 2001
- Lucetia Dumitrescu & Georgescu, 1983
- Malagiella Ubick & Griswold, 2011
- Marsupopaea Cooke, 1972
- Megabulbus Saaristo, 2007
- Megaoonops Saaristo, 2007
- Molotra Ubick & Griswold, 2011
- Myrmopopaea Reimoser, 1933
- Neoxyphinus Birabén, 1953
- Nephrochirus Simon, 1910
- Noideattella Álvarez-Padilla, Ubick & Griswold, 2012
- Oonopinus Simon, 1893
- Oonopoides Bryant, 1940
- Oonops Templeton, 1835
- Opopaea Simon, 1891
- Orchestina Simon, 1882
- Ovobulbus Saaristo, 2007
- Patri Saaristo, 2001
- Pelicinus Simon, 1891
- Pescennina Simon, 1903
- Plectoptilus Simon, 1905
- Prida Saaristo, 2001
- Prethopalpus Baehr et al., 2012
- Prodysderina Dumitrescu & Georgescu, 1987
- Pseudoscaphiella Simon, 1907
- Pseudotriaeris Brignoli, 1974
- Scaphiella Simon, 1891
- Semibulbus Saaristo, 2007
- Silhouettella Benoit, 1979
- Simonoonops Harvey, 2002
- Socotroonops Saaristo & van Harten, 2002
- Spinestis Saaristo & Marusik, 2009
- Stenoonops Simon, 1891
- Sulsula Simon, 1882
- Tapinesthis Simon, 1914
- Telchius Simon, 1893
- Termitoonops Benoit, 1964
- Tolegnaro Álvarez-Padilla, Ubick & Griswold, 2012
- Triaeris Simon, 1891
- Trilacuna Tong & Li, 2007
- Unicorn Platnick & Brescovit, 1995
- Wanops Chamberlin & Ivie, 1938
- Xestaspis Simon, 1884
- Xiombarg Brignoli, 1979
- Xyccarph Brignoli, 1978
- Xyphinus Simon, 1893
- Yumates Chamberlin, 1924
- Zyngoonops Benoit, 1977

## Taxonomie
- Zie lijst van dwergcelspinnen voor een volledig overzicht.

## Soorten in België
De volgende dwergcelspinnen komen in België voor:
- Oonops pulcher (Templeton, 1835) - (Gewone dwergzesoog)/(Gewone dwergcelspin)
- Oonops domesticus (Dalmas, 1916) - (Huisdwergzesoog)
- Tapinesthis inermis (Simon, 1882) - (Klimopdwergzesoog)

## Soorten in Nederland
De volgende dwergcelspinnen komen in Nederland voor:
- Ischnothyreus velox
- Oonops domesticus - (Huisdwergzesoog)
- Oonops pulcher - (Gewone dwergzesoog)
- Silhouettella loricatula
- Tapinesthis inermis